# Absolutamente
Absolutamente es el sexto álbum de estudio del grupo español Fangoria. Fue lanzado por primera vez el 24 de febrero de 2009 por Warner Music Spain y DRO. Fangoria empezó a trabajar en el disco en el 2008, y colaboró con Tony James y Neal X, miembros de Sigue Sigue Sputnik, para la producción.
Absolutamente alcanzó el primer puesto en las listas de ventas de discos en España, además de liderar las descargas en iTunes del país. Este éxito reflejó la excelente acogida tanto del público como de la crítica. Posteriormente, el álbum también logró una destacada posición en el mercado latinoamericano, alcanzando el cuarto lugar en las listas de ventas de México, consolidando aún más la relevancia de Fangoria en el ámbito musical internacional.

## Grabación y composición
Absolutamente fue grabado en el mes de noviembre de 2008 en los Dean Street Studios de Londres, siendo posteriormente mezclado por Michael Zimmerling, un ingeniero de renombre que había dejado su huella en los emblemáticos Hansa Studios de Berlín. La producción estuvo a cargo de Neal X y Tony James, ambos fundadores de la icónica banda Sigue Sigue Sputnik. Este álbum se erige como un tributo a Andy Warhol y su célebre The Factory, al mismo tiempo que actúa como una reafirmación de la identidad de Fangoria como colectivo artístico. A través de Absolutamente, el grupo condensó una amalgama de sus conflictos e influencias, abarcando desde el techno hasta el rock, el glam y la balada. La obra fue ejecutada mediante la técnica conocida como pista salvaje, un método que refleja el enfoque experimental y arriesgado característico de su producción.
Las composiciones musicales de Absolutamente fueron responsabilidad de Mauro Canut, Juan Carlos Moreno, Jaume García Ferrer, Spam y el dúo conformado por Tony James y Neal X. Las letras, por su parte, fueron elaboradas por Nacho Canut y Alaska, junto a sus colaboradores habituales. En este trabajo, la banda continuó explorando las dualidades que definen su estilo: el drama y el baile, lo oscuro y lo banal, la risa y el llanto, la ironía y el desencanto. Estos contrastes se reflejan en las letras de las trece nuevas canciones del álbum, entre las que se encuentran títulos como «Lo poquito agrada y lo mucho enfada», «Cabezas disecadas», «Las Walpurgis te van a llamar» y «Con los ángeles». Estas composiciones mantienen la esencia provocadora y transgresora que ha caracterizado a Fangoria a lo largo de su carrera.

## Lanzamiento y formatos
La cita elegida por Alaska y Nacho Canut para este álbum es: «Era el momento perfecto para pensar en plateado. El plateado era el futuro, era espacial —los astronautas usaban trajes plateados— Shepard, Grissom y Glenn ya los habían usado, y su equipo también era plateado. Y el plateado era también el pasado —la «silver screen» de la pantalla de cine— actrices de Hollywood fotografiadas en emulsión plateada.», de Andy Warhol.

## Promoción

### Sencillos
El primer sencillo del álbum, «Más es más», fue descrito por Alaska como «la primera canción disco que hace Fangoria». Este tema se erige como un homenaje al barroquismo y al exceso, características que se reflejan tanto en su sonido como en su lírica. La letra fue escrita por Alaska y Nacho Canut, y este último la definió como «una mezcla de celebración y autodestrucción». Mientras Alaska aborda temas como la superficialidad y los mundos sintéticos, Nacho Canut aporta su visión, insinuando que, a pesar de la aparente frivolidad, esos universos conducen irremediablemente a un «callejón sin salida». Este contraste de perspectivas resalta la complejidad de la canción y su capacidad para explorar, con ironía y profundidad, las tensiones entre el hedonismo y sus consecuencias.  
El 17 de enero de 2009 se estrenó el videoclip, convirtiéndose rápidamente en un éxito tanto de ventas como de descargas. La edición física del sencillo incluyó, además de la versión original del álbum, una remezcla de la canción, ofreciendo a los fans una versión alternativa del tema que se destacó por su vibrante energía y por su capacidad para capturar la esencia del estilo disco con un enfoque contemporáneo.  
El 2 de junio se lanzó el sencillo en CD de «La pequeña edad de hielo», que incluía, además de la versión original del álbum, una remezcla realizada por Kraut Rock Kinder (Distressor Remix) y una remezcla de otro tema del mismo disco, «Las Walpurgis te van a llamar», a cargo de Atomizer. Con el lanzamiento de este segundo sencillo, Fangoria inició una intensa campaña de promoción, que superó incluso la recepción obtenida con «Más es más». «La pequeña edad de hielo» logró una gran difusión en radioemisoras de España, México y Argentina, consolidándose como un éxito rotundo y ampliando aún más la presencia del grupo en el ámbito internacional. El videoclip se inspiró en la película Viaje a ninguna parte de Fernando Fernán Gómez, en la que un grupo de artistas recorre diversos pueblos. Siguiendo la estética en blanco y negro del videoclip de su primer sencillo.

### Gira
En 2009, Fangoria comenzó la gira de Absolutamente con una puesta en escena renovada, en la que no solo incorporaron nuevos músicos y gogós, sino que también ofrecieron un decorado que rendía homenaje a The Factory de Andy Warhol, reflejando la influencia de este mítico centro artístico en su estética. La gira estuvo acompañada de artistas como La Prohibida, The Cabriolets y Nancys Rubias.

## Lista de canciones
Todas las canciones fueron producidas por Neal X y Tony James.

| N.º | Título                                | Escritor(es)                                     | Duración |  |
| 1.  | «Las Walpurgis te van a llamar»       | Olvido Gara Ignacio Canut Mauro Canut            | 3:37     |  |
| 2.  | «Lo poquito agrada y lo mucho enfada» | Gara Canut Jaume García Ferrer Pablo Sycet       | 3:19     |  |
| 3.  | «En el centro del universo»           | Gara Canut M. Canut Manuel Ríos Fernando Delgado | 4:34     |  |
| 4.  | «Más es más»                          | Gara Canut García Ferrer                         | 3:55     |  |
| 5.  | «Perdiendo los papeles otra vez»      | Gara Canut M. Canut                              | 4:16     |  |
| 6.  | «Con los ángeles»                     | Gara Canut Anthony James Neal Whitmore           | 3:25     |  |
| 7.  | «Absolutamente»                       | Gara Canut M. Canut Sycet Delgado                | 4:42     |  |
| 8.  | «La pequeña edad de hielo»            | Gara Canut García Ferrer                         | 3:45     |  |
| 9.  | «Mi futuro sin ti»                    | Gara Canut M. Canut Sycet                        | 4:38     |  |
| 10. | «Amanecer dorado»                     | Gara Canut Juan Carlos Moreno                    | 3:28     |  |
| 11. | «Cabezas disecadas»                   | Gara Canut García Ferrer Sycet                   | 3:05     |  |
| 12. | «Gracias pero no»                     | Gara Canut M. Canut                              | 3:38     |  |
| 13. | «Ensayo para una despedida»           | Gara Canut Sycet Juan Sueiro Juan Carlos Molina  | 3:51     |  |

## Créditos y personal
- Producido por Tony Hames y Neal X para "SSS Productions" (Sigue Sigue Sputnik).
- Grabado y mezclado por Dean St. Studios, Londres, en noviembre de 2008.
- Ingeniero de grabación: Dave McEwen.
- Teclados adicionales: Kinky Roland.
- Piano y arreglos de cuerda: Martín Watkins.
- Mezclado por Michael Zimmerling.
- Ingeniero de mezclas: Ben Roulston.
- Ingeniero de mezclas adicionales: Niko Foster y Austen Jux-Chandler.
- Coros: Rafa Spunky.
- Coros y palmas en "Las Walpurgis te van a llamar": Chus de Antón, Lore, Brenda, Ochoa, Pabli Sycet, Mauro Canut, Clara Barral, Nacho Canut, Nancy Anoréxica y Neal X.
- Producción ejecutiva: Mario Vaquerizo.
- Jefe de producto: Miguel Ángel Sánchez.
- Management: Mario Vaquerizo.
- Contratación: Spanish Bombs.
- Fotografías y diseño: Juan Gatti.
- Maquillaje y peluquería: Juan Bautista Cucarella.
- Vestuario Alaska: Little Joe.
- Vestuario Ignacio Canut: David Delfín.
- Estilismo: Betty Calvo.
- Escenografía: Vicent Díaz.
- Producción fotográfica: www.denkenpro.com
- Con la participación estelar de: Alejandra, Álvaro, Clara, Diego, La Prohibida, Laura, Malibú, Mariano, Sergi, Tommy, Topacio Fresh.
- Agradecimientos adicionales a: Corachán y Delgado, Chopper Monster, Redskins, Levi's, Unisa, Friis, Cabotine.